# Gouvernement des Cent-Jours
Cent-Jours
Gouvernement de la Première Restauration Commission de gouvernement
Le Gouvernement des Cent-Jours est composé des ministres de Napoléon Ier, du 20 mars 1815 au 22 juin 1815, pendant la période dite des Cent-Jours, le second gouvernement personnel de l'Empereur.

## Composition
- Président du Conseil des ministres (à compter du 11 juin 1815) : Joseph Bonaparte[1],[2]
- Ministre secrétaire d'État : Hugues-Bernard Maret
- Ministre de l'Intérieur : Hugues-Bernard Maret (intérim du 20 au 22 mars 1815) puis Lazare Nicolas Marguerite Carnot, assisté de deux ministres d'État : Félix Julien Jean Bigot de Préameneu (cultes) et Jean-Antoine Chaptal (commerce)
- Ministre de la Police générale : Joseph Fouché
- Grand juge, ministre de la Justice : Jean-Jacques-Régis de Cambacérès, assisté d'un ministre d'État : Antoine Boulay de la Meurthe
- Ministre des Affaires étrangères : Armand Augustin Louis de Caulaincourt, assisté de deux sous-secrétaires d'État : Louis Pierre Édouard Bignon et Louis-Guillaume Otto.
- Ministre de la Guerre : Louis Nicolas Davout, assisté d'un ministre d'État : Pierre Daru (administration de la guerre)
- Ministre de la Marine et des Colonies : Denis Decrès
- Ministre des Finances : Martin Michel Charles Gaudin
- Ministre du Trésor : Nicolas François Mollien
- secrétaire du gouvernement : Théophile Berlier